# ニンドウバノヤドリギ
ニンドウバノヤドリギ（忍冬葉宿木、Taxillus nigrans）は、オオバヤドリギ科（またはヤドリギ科）マツグミ属の寄生植物。

## 概要
日本には沖縄県の石垣島及び西表島に、日本国外には台湾に分布する。森林内でスダジイ（イタジイ）やアコウ等に寄生する。
常緑低木で、幹は1m程に成長する。葉は対生で、3-5cm程度、卵状楕円形～楕円形、先端は鈍く尖り、基部は円脚、革質。葉の裏面には毛が密生し、灰褐色～赤褐色である。雌雄同株。花は筒状で、花被は長さ2-2.5cm。

## 近縁種との区別点
近縁種にオオバヤドリギ（S. yadoriki）があるが、葉の裏面の色と花被がより短い点で区別する。

## 保全状態評価
- 準絶滅危惧（NT）（環境省レッドリスト）

生育地である沖縄県が作成したレッドデータブックに掲載されている。
- 沖縄県：絶滅危惧II類